# Казарат
Казарат — средневековый армянский город в Крыму, существовавший в XIV—XV веках.
Был заселён не позднее 1330 года. Прекратил своё существование после турецкого завоевания Крыма в 1475 году.
В Казарате имелся дворец, где, в частности, проживал армянский князь Маргар из рода Мугаленцов. Также в городе находилось войско, использовавшееся для охраны Каффы по договорённости с генуэзским князем Ширином.
Точное местонахождение города не установлено. Предположительно, он располагался на склонах горы Грыця, возможно, археологическое городище Казарат-1 на северном склоне горы является следами именно этого города. Ближайшие крупный населённый пункт — город Старый Крым (в XIV—XV веках являвшийся армянским городом Солхат). Также неподалёку располагается монастырь Сурб Хач.